# Мейриг ап Энинни
Мейриг ап Энинни (валл. Meurig ap Enynny) (родился в 470 или 492 - умер в 535 или 590) — король Гвента.

## Биография
Мейриг был единственным сыном Карадога, короля Гвента и Ваннетии. Он наиболее известен тем, что объединил королевства Гвент и Гливисинг через женитьбу на единственной дочери короля Гливиса из Гливисинга. У принцессы Дифуны было много братьев, поэтому Мейриг, должно быть, сильно удивился, когда все они умерли бездетными, за исключением одного. Наследник Гливисинга, Кадок Мудрый правил некоторое время, прежде чем посвятить все свое время религиозной жизни и передать королевство своего деда своей тёте Дифуне и ее мужу. Мейриг умер в конце VI века, и ему наследовал его сын Эрбиг. Его часто путают с Мейригом ап Теудригом.
В Житии святого Кадога сказано, что Райн ап Брихан вторгся в Гвинллуг, потерпел поражение и был осаждён людьми Гвинллуга. Тогда Кадог почувствовал потребность в монархе, который должен был бы защищать землю. Поэтому он помолился Господу, «и был дан ему Мейриг, сын Энхинти, и он дал ему свою тетку Дифуну со всей страной, кроме Гвинллуга». Кадог сказал Мейригу: «Защити мою страну и наследство Гвинллога», и Мейриг заключил с ним соглашение. Колледж Иисуса MS.20 упоминает среди детей Гливиса Донуну, "gwreic Meuric mab Emminni merch Kynvarch m. Meirchion" и т.д., где Донуна это тётя Кадога. Вероятно, имя должно быть исправлено на Доуун и соответствует Дибунне, а Эмминни соответствует Энхинти из Житии св. Кадога. Современными формами имен будут Дифун и Энинни.
«Жизнь Кадога» согласуется с JC 5, что Мейриг был сыном Энинни, дочери Кинварха, сына Мейрхиона, и т. д. Мейриг был отцом Эрбика. Отцом Мейрига, судя по JC 9, был Карадог Фрейхфрас, но прозвище «Фрайхфрас» может вызывать сомнения. Происхождение Энинни/Эмминни делает её сестрой Уриена Регедского, и её рождение датируется примерно 500 годом нашей эры. Дата Св. Кадога слишком неопределённа, чтобы мы могли судить о возможности этого. Эгертон Филлимор предположил, что имя Энинни сохранилось в Ллис-Нини, недалеко от Пенллер-гаэра в Гоуэре, и существовали средневековые легенды, связывающие Уриена с Гоуэром. В некоторых генеалогических рукописях Южного Уэльса XVI века говорится, что матерью Мейрига ап Теудрига была Эненни/Хенфин верх Кинварх ап Мейрхион. В «Жизни св. Кадога», содержится как минимум два ошибочных определения, и вполне возможно, что Энинни/Эмминни, дочь Кинварха, была ошибочно идентифицирована с Энхинти/Энинни, матерью Мейрига, там и в JC 5. Отцовство не указано. Это различие было предложено A.W.Wade-Evans в "The Emergence of England and Wales".